# باردونکیا
باردونکیا (به ایتالیایی: Bardonecchia) یک کومونه در ایتالیا است که در استان تورین واقع شده‌است.

## خصوصیات
باردونکیا ۱۳۲٫۱ کیلومترمربع مساحت و ۳٬۰۶۳ نفر جمعیت دارد و ۱٬۳۱۲ متر بالاتر از سطح دریا واقع شده‌است.